# کینپیرول
کینپیرول (به انگلیسی: Quinpirole) یک ترکیب شیمیایی با شناسه پاب‌کم ۵۴۵۶۲ است. که جرم مولی آن ۲۱۹٫۳۳ g/mol می‌باشد. 